# 亚历山大·莫伊休

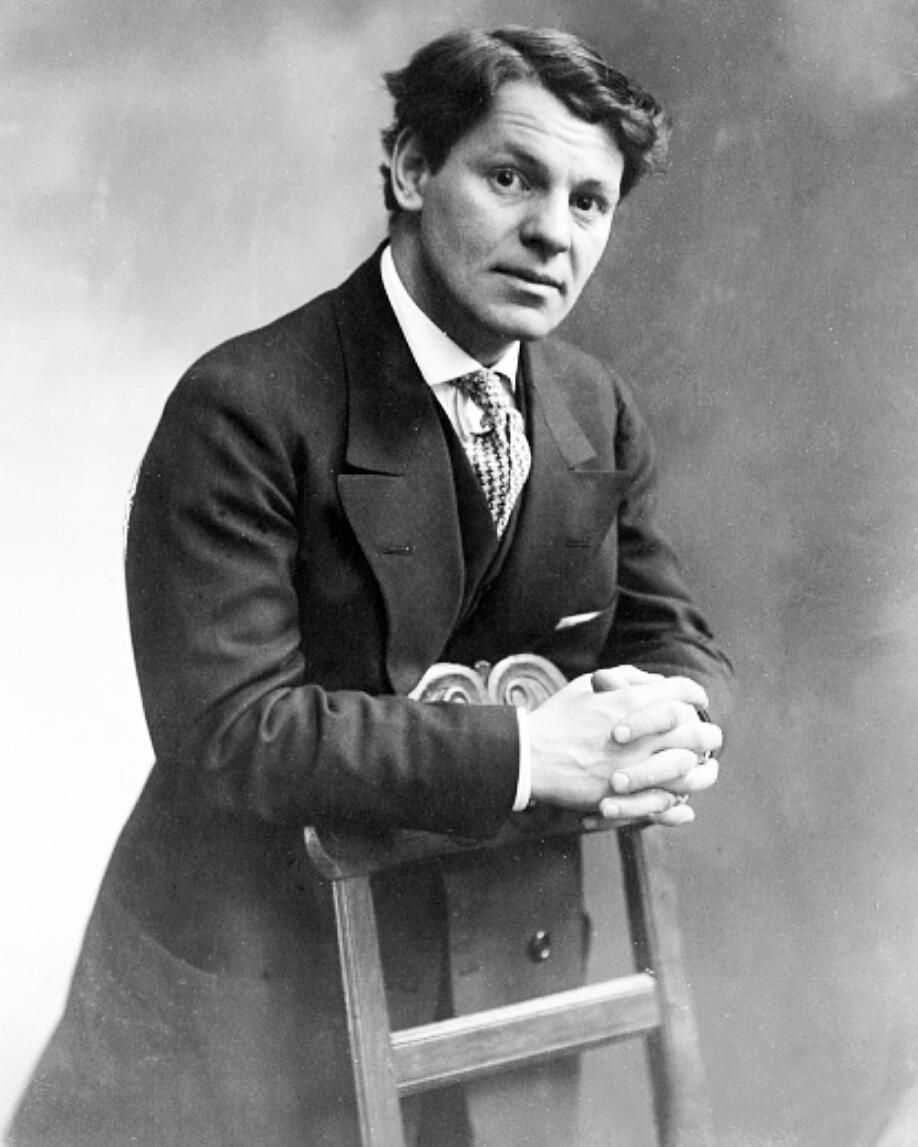
亚历山大·莫伊休

亚历山大·莫伊休（1879年4月2日—1935年3月22日）是一位阿尔巴尼亚裔奥地利演员。
莫伊休出生在的里雅斯特，其父来自奥斯曼帝国境內的卡瓦亚，是个阿尔巴尼亚商人，主要做油和小麦生意；其母是阿尔伯雷什人，来自的里雅斯特，是一位佛罗伦萨医生的女儿。
莫伊休在的里雅斯特、都拉斯以及格拉茨三地度过了童年，在20岁时和母亲以及两个姐妹定居维也纳。他在这里开始学习声乐，并申请入读城堡剧院的戏剧表演课程，但因意大利口音太重而未被录取，也只能出演无台词角色。在1899/1900演出季，莫伊西在城堡剧院参演莫里哀的《偽君子》。
後來他來到布拉格的新德意志剧院。1903年，他加入柏林的德意志劇院的剧团，成为导演马克斯·莱因哈特的门生。
莫伊休和鲁道夫·施尔德克劳特一同出演了莱因哈特导演的《威尼斯商人》。1911年，莫伊休和莱因哈特随剧团到俄罗斯帝国演出，在圣彼得堡因表演索福克勒斯的《伊底帕斯王》中的俄狄浦斯而获得评论家、剧作家阿纳托利·卢那察尔斯基称赞。莫伊休曾在欧美巡演，最著名的就是在托尔斯泰的《活尸》中出演费加（Fedya）——他曾出演该角色1400余次。1914年，莫伊休获得德意志帝國国籍，志愿参军，参加第一次世界大战，1918-1919年的德国十一月革命期间，他曾加入马克思主义革命运动斯巴達克同盟。
1933年纳粹掌权后，莫伊休离开德国，阿尔巴尼亚王国国王索古一世主动授予他阿尔巴尼亚国籍。
1935年3月22日，莫伊休在維也納因肺炎去世。他的遗体在锡默灵火葬场被火化，骨灰被葬在瑞士盧加諾湖湖畔的莫爾科特的公墓。